# Habana del Este
Habana del Este är en kommun i Kuba.   Den ligger i provinsen Provincia de La Habana, i den västra delen av landet, i huvudstaden Havanna. Habana del Este ligger 19 meter över havet och antalet invånare är 178 041.
Terrängen runt Habana del Este är platt. Havet är nära Habana del Este åt nordväst. Runt Habana del Este är det tätbefolkat, med 659 invånare per kvadratkilometer. Närmaste större samhälle är Havanna, 6,1 km sydväst om Habana del Este. 